# Carambeí
Carambeí ist ein brasilianisches Munizip im Osten des Bundesstaats Paraná. Es hat 23.283 Einwohner (2022), die sich Carambienser nennen. Seine Fläche beträgt 650 km². Es liegt 1.053 Meter über dem Meeresspiegel.

## Etymologie
Der Name stammt aus dem Guarani. Er bedeutet Schildkrötenfluss: carambé, carumbé = Schildkröte und y = Fluss. 

## Geschichte

### Besiedlung
Carambeí war im Jahr 1713 eine Fazenda, die vom Rio Iapó bis zum Rio Pitangui reichte. Um ihr Haupthaus zwischen Ponta Grossa und Castro entstand Vila Santana do Iapó. Aufgrund der schlechten Verwaltung durch ihren Besitzer José Goes wurde die Fazenda schließlich versteigert und von da an mehrmals verpachtet. Mitte 1854 tauschten die Nachkommen von Francisca Teixeira de Azevedo ihren Besitz mit Sinhara do Carambeí gegen eine andere Fazenda.
Damals in der Mitte des 19. Jahrhunderts lebten hier Indianer, geborene Brasilianer, portugiesische Einwanderer und afrikanische Sklaven. In dieser Zeit kamen hier die Tropeiros vorbei, Viehtreiber und Händler mit Herden und Waren. Sie kamen von Viamão in Rio Grande do Sul und zogen nach Sorocaba. Hier in Carambeí hatten sie einen Rastplatz auf der Fazenda da Sinhara.
Bereits Ende des 19. Jahrhunderts wurde die Fazenda da Sinhara von der Brazil Railway Company des US-amerikanischen Unternehmers Percival Farquhar erworben, die die Eisenbahnlinie quer durch die Fazenda baute. Weiter im Süden von Paraná, das damals noch bis zum Rio Uruguay reichte, erhielt das Unternehmen für den Bau der Eisenbahnlinie eine 30 km breite Schneise durch das Land, die seitens der Regierung als Staatsland ohne individuelle Besitzansprüche übereignet wurden. Die resultierende Vertreibung der ansässigen Posseiros führte schließlich zur Guerra do Contestado.
Das Unternehmen entwarf Pläne für die Besiedlung des Gebiets, um auf diese Weise Fracht (beginnend mit dem Holz der jahrhundertealten Araukarienwälder und den Erva-Mate-Ernten) für seine Züge zu erhalten. Zu dieser Zeit kamen auch italienische und deutsche Einwanderer in diesen Teil Brasiliens.

### Niederländische Einwanderung und Entstehen der Milchbranche

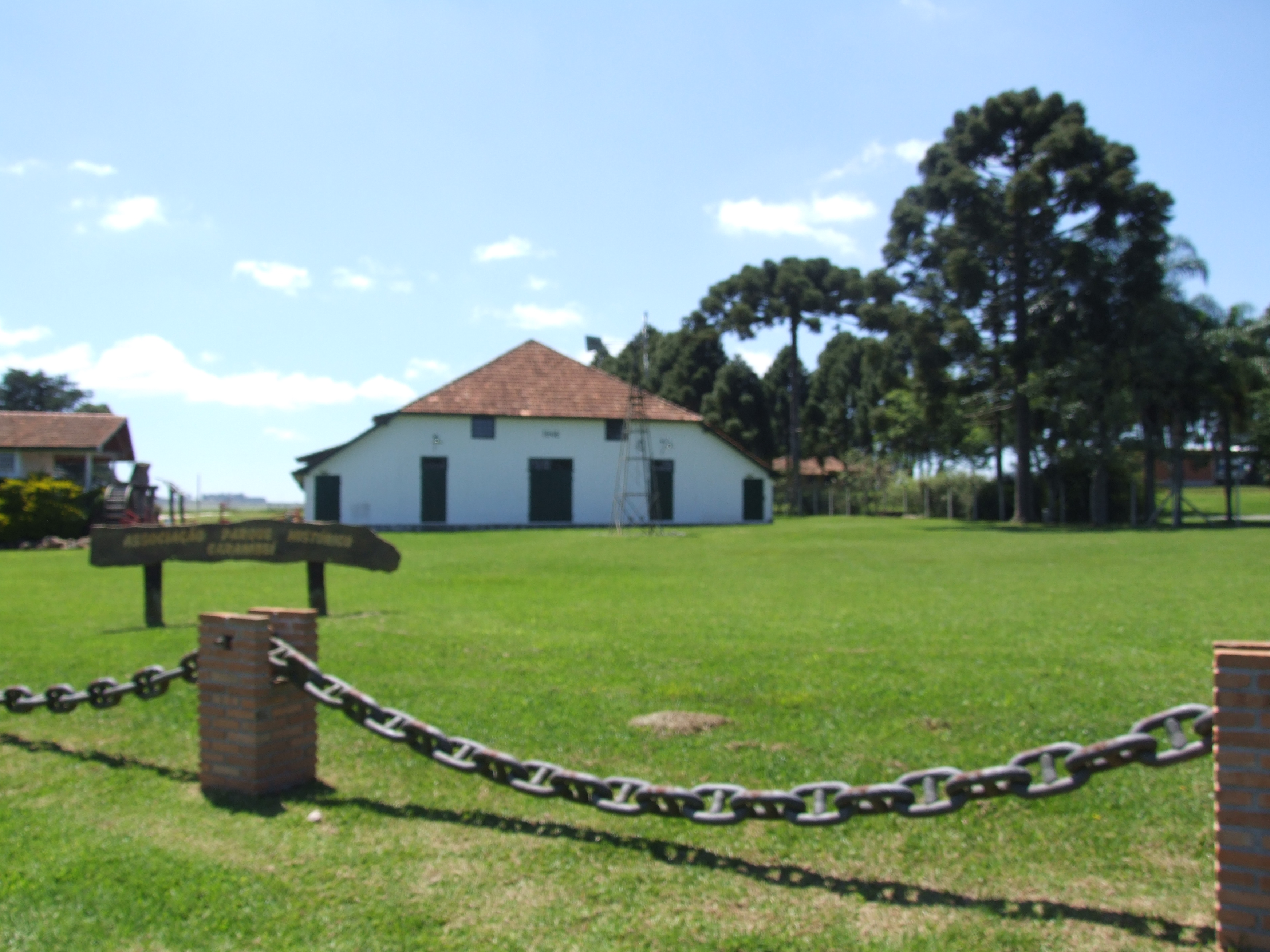
Holländischer Hof im Parque Histórico de Carambeí

In den 1910er Jahren kamen auch holländische Einwanderer aus Südholland und Friesland sowie aus Niederländisch-Ostindien nach Carambeí. Sie setzten eine neue Phase in der Geschichte der Stadt in Gang, die mit dem Einsatz von Techniken und Werkzeugen Entwicklung und Wachstum brachte. Die Familien ließen sich auf dem Land der Brazil Railway Company nieder, die im April 1911 den Vertrag über die Gründung der Vila Carambehy schloss.
Sie kamen mit Unterstützung der brasilianischen Regierung und ließen sich auf der Fazenda Carambeí nieder. Als sie im April 1911 ankamen, trafen sie auf andere Einwanderergruppen, die an der Eisenbahnlinie São Paulo-Rio Grande arbeiteten. Die Brazil Railway Company schenkte jedem Neusiedler ein Stück Land, ein Haus, ein Joch Ochsen und drei Milchkühe. Die holländischen Einwanderer versorgten nun die Arbeiter, die am Bau der Eisenbahnlinie beteiligt waren, mit Milchprodukten und Lebensmitteln. In den frühen 1920er Jahren gründeten sie Käsefabriken, deren Produkte in der Stadt São Paulo verkauft wurden. Einige Jahre später wurden die Käsefabriken in die 1925 gegründete Cooperativa Mista Batavo Ltda eingegliedert. Vier Jahre später erlebte die Kolonie mit dem Ausbruch der Weltwirtschaftskrise einen wirtschaftlichen Einbruch.
Im Jahr 1943 nahm die Kolonie eine neue Gruppe holländischer Einwanderer auf. Die Produktion von Milch und Milchprodukten wurde mechanisiert. Etwa elf Jahre später gründeten sie die Cooperativa Central de Laticínios do Paraná Ltda. Carambeí wurde zu einem der größten Molkereistandorte Brasiliens.

### Erhebung zum Munizip
Carambeí wurde durch das Staatsgesetz Nr. 11225 vom 13. Dezember 1995 aus  Castro und Ponta Grossa ausgegliedert und in den Rang eines Munizips erhoben. Es wurde am 1. Januar 1997 als Munizip installiert. 

## Geografie

### Fläche und Lage
Carambeí liegt auf dem Segundo Planalto Paranaense (der Zweiten oder Ponta-Grossa-Hochebene von Paraná). Seine Fläche beträgt 650 km². Es liegt auf einer Höhe von 1053 Metern.

### Vegetation
Das Biom von Carambeí ist Mata Atlântica.

### Klima
Das Klima ist gemäßigt warm. Es werden hohe Niederschlagsmengen verzeichnet (1578 mm pro Jahr). Im Jahresdurchschnitt liegt die Temperatur bei 17,8 °C. Die Klimaklassifikation nach Köppen und Geiger lautet Cfb.

### Gewässer
Carambeí liegt im Einzugsgebiet des Rio Tibaji, der das Munizip im Westen begrenzt.
Der rechte Tibaji-Nebenfluss Rio Casa Branca fließt ebenso wie sein rechter Zufluss Rio Barbado auf der südlichen Munizipgrenze.
Der namengebende Lajeado Carambeí fließt im Stadtgebiet zum Rio São João, dieser zum Rio Pitangui, der im Westen des Munizips von rechts in den Rio Tibaji mündet. Weitere erwähnenswerte Flüsse sind der Rio Jotuba und der Rio Tamanduá mit seinem Wasserfall.

### Straßen

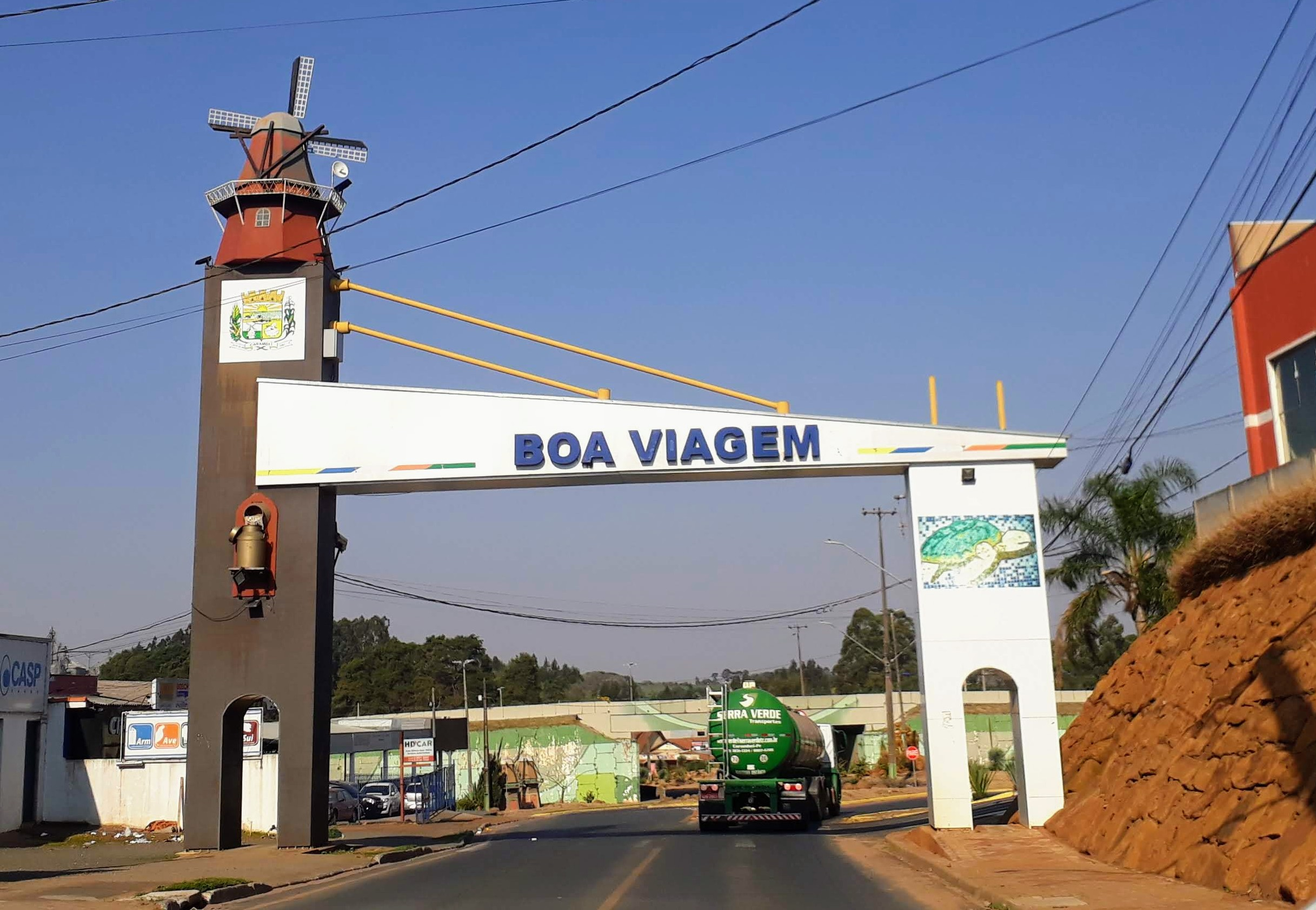
Torbogen über die PR-151

Carambeí ist über die PR-151 mit Ponta Grossa im Süden und Castro im Norden verbunden.
Durch Carambeí verlief seit vorkolumbischen Zeiten eine Nebenstrecke des Peabiru-Wegs vom Atlantik nach Peru. Diese ging von São Paulo nach Paranaguá und durchquerte das Gebiet von Carambeí. Nach der Zerstörung der Reduktionen, die die Jesuiten im heutigen Paraná zum Schutz der Ureinwohner eingerichtet hatten, geriet der Weg in Vergessenheit.

### Nachbarmunizipien
| Tibagi | Castro                                      |  |
|        | Kompassrose, die auf Nachbargemeinden zeigt |  |
|        | Ponta Grossa                                |  |

### Schutzgebiete
Der überwiegende Teil des Munizipgebiets liegt im Umweltschutzgebiet Área de Proteção Ambiental da Escarpa Devoniana. Das fast 4000 km² große Gebiet dient dem Schutz der natürlichen Grenze zwischen Erster und Zweiter Hochebene von Paraná einschließlich der Gebirgskette der Campos Gerais. Hier wechseln sich Araukarienwälder, Galeriewälder und Felsen ab. Es enthält Orte von landschaftlicher Schönheit wie Schluchten sowie archäologische und prähistorische Fundstellen.

## Stadtverwaltung
Bürgermeisterin: Elisangela Pedroso de Oliveira Nunes, PSB (2021–2024)
Vizebürgermeister: Jeverson Gomes da Silva, PDT (2021–2024)

## Demografie

### Bevölkerungsentwicklung
| Jahr | Einwohner | Stadt | Land |
| ---- | --------- | ----- | ---- |
| 2000 | 14.860    | 71 %  | 29 % |
| 2010 | 19.163    | 73 %  | 27 % |
| 2021 | 23.283    |       |      |

Quelle: IBGE (2011) und Volkszählung 2022

### Ethnische Zusammensetzung
| Gruppe * | 1991    | 2000    | 2010    | wer sich als …                                                                   |
| --- | ------- | ------- | ------- | -------------------------------------------------------------------------------- |
| Weiße |         | 76,1 %  | 73,0 %  | weiß bezeichnet                                                                  |
| Schwarze |         | 1,5 %   | 2,6 %   | schwarz bezeichnet                                                               |
| Gelbe |         | 0,0 %   | 0,4 %   | von fernöstlicher Herkunft wie japanisch, chinesisch, koreanisch etc. bezeichnet |
| Braune |         | 21,7 %  | 23,8 %  | braun oder als Mischung aus mehreren Gruppen bezeichnet                          |
| Indigene |         | 0,1 %   | 0,1 %   | Ureinwohner oder Indio bezeichnet                                                |
| ohne Angabe | 0,6 %   | 0,0 %   |         |                                                                                  |
| Gesamt | 100,0 % | 100,0 % | 100,0 % |                                                                                  |
| *) Anmerkung: Das IBGE verwendet für Volkszählungen ausschließlich diese fünf Gruppen. Es verzichtet bewusst auf Erläuterungen. Die Zugehörigkeit wird vom Einwohner selbst festgelegt. |         |         |         |                                                                                  |

Quelle: IBGE (Stand: 1991, 2000 und 2010)

## Kultur und Sehenswürdigkeiten
Charakteristische Merkmale der niederländischen Einwanderer wie auch anderer ethnischer Gruppen sind im Alltag Carambeís bis heute präsent. Sie beeinflussen Gastronomie, Kultur, das Aussehen der Menschen und viele andere Aspekte.

### Museen

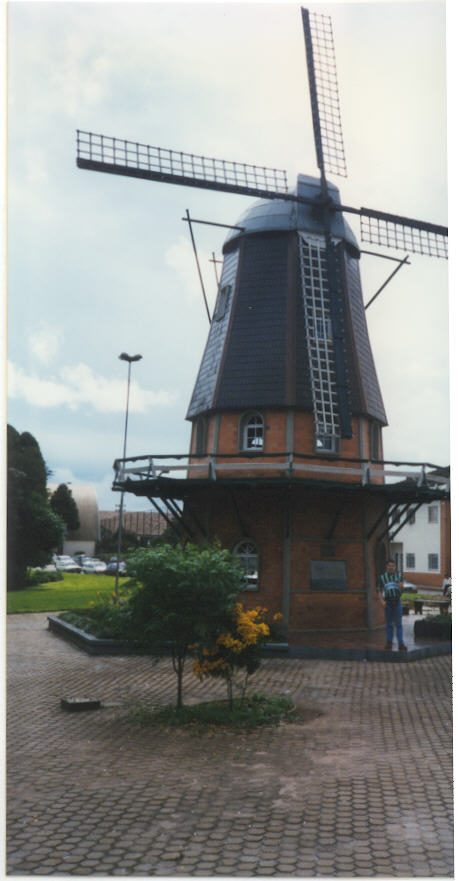
Windmühle im Historischen Museum von Carambeí

Der Parque Histórico de Carambeí zeigt auf 10 Hektar das kulturelle und geschichtliche Erbe der holländischen Einwanderung.

### Natur

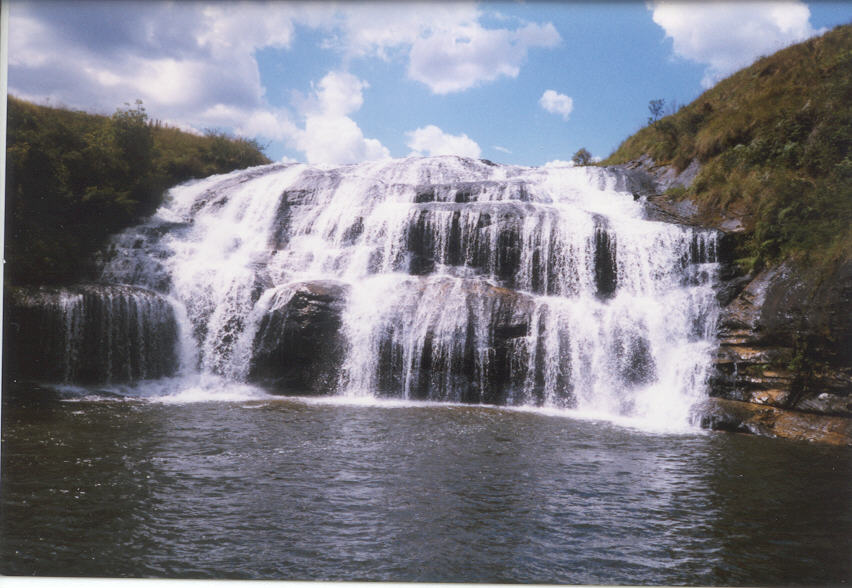
Tamaduá-Wasserfall in Carambeí

Zu den wichtigsten Touristenattraktionen gehören der Wasserfall Cachoeira do Tamanduá und der Parque Nacional dos Campos Gerais. Der Park erstreckt sich über mehr als 200 km² in den Munizipien Carambeí, Castro und Ponta Grossa.

## Wirtschaft

### Landwirtschaft
269 Betriebe erzeugen mit 1799 Arbeitsplätzen überwiegend Soja.

### Industrie
In der Industrie sind 175 Betriebe mit 1029 Arbeitsplätzen tätig. Die wichtigsten Industriezweige sind Lebensmittel und Getränke.

### Dienstleistungen
Der private Dienstleistungssektor beschäftigt 2900 Menschen, davon 1000 allein im Groß- und Einzelhandel. Die öffentliche Verwaltung wird mit 233 Beschäftigten erbracht.

### Kennzahlen
Mit einem Bruttoinlandsprodukt pro Einwohner von 63.624,53 R$ (rund 14.100 €) lag Carambeí 2019 an 15. Stelle der 399 Munizipien Paranás.
Sein hoher Index der menschlichen Entwicklung von 0,728 (2010) setzte es auf den 89. Platz der paranaischen Munizipien.